# Костансо, Марк
Марк Костансо (англ. Marc Costanzo; род. 1 августа 1972) — солист канадской поп-группы Len.

## Биография

### Ранняя жизнь
Родился в Монреале в семье выходцев из Италии, переехал вместе с семьёй в Торонто в начале 1990-х.

### Карьера
С 1991 года является ведущим солистом группы Len, другим членом группы является его сестра Шерон. Кроме карьеры солиста в группе, работает старшим творческим консультантом в компании EMI Music Publishing Canada. Ранее был гитаристом в популярной канадской панк-рок-группе Sum 41.
За эти годы Костансо написал несколько хитов, в том числе «Укради мое Солнце», который Костансо спродюсировал и который содержит образцы More, More, More Андреа Тру. Выпущенный как сингл, «Укради мое Солнце» стал международным хитом и был номинирован на премию «Юнона» в 2000 году.
Костансо получил несколько наград , в том числе три премии MMVA в качестве режиссера музыкального видео, две премии в качестве художника , музыкальную премию Billboard и несколько наград ASCAP в качестве автора песен. Он был соавтором песни «Reckless», победившей в 2007 году на международном конкурсе композиторов.
В 2012 году Костансо появился в последнем клипе Len «It's My Neighbourhood».